# De dikke platanen van het Leidsebosje

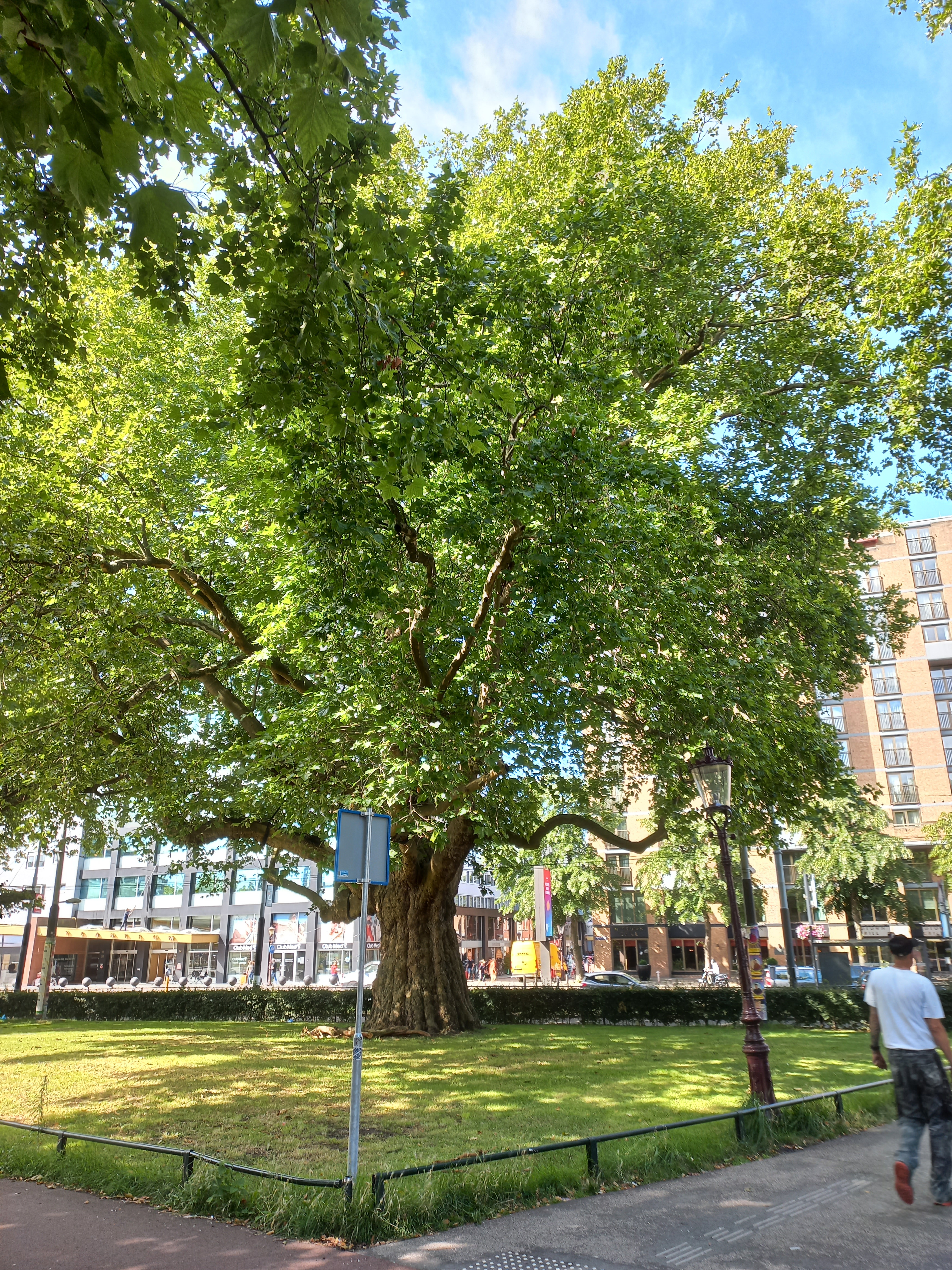
De noordelijke plataan van de twee (juli 2025)

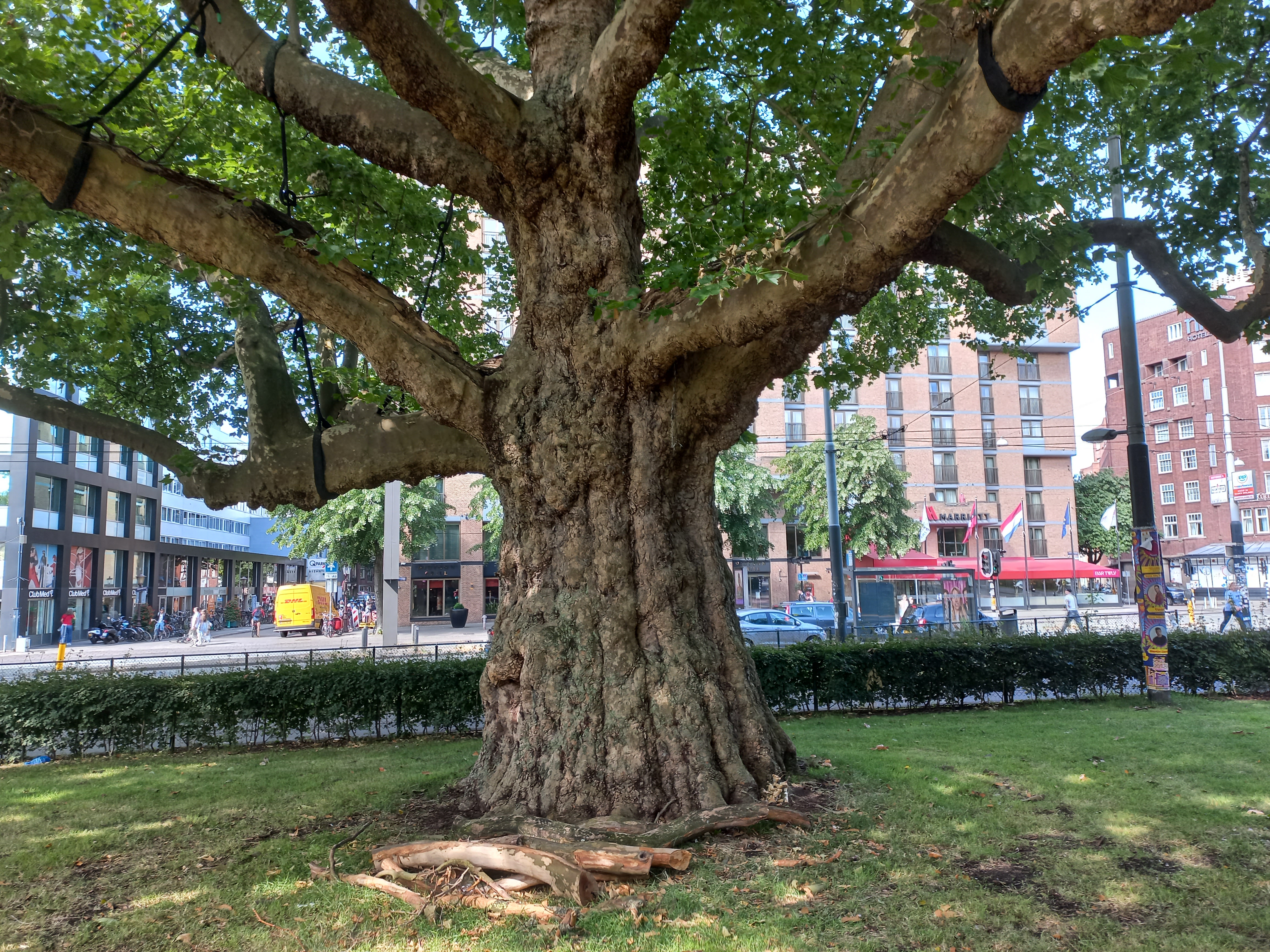
De noordelijk plataan van de twee met kabels (juli 2025)

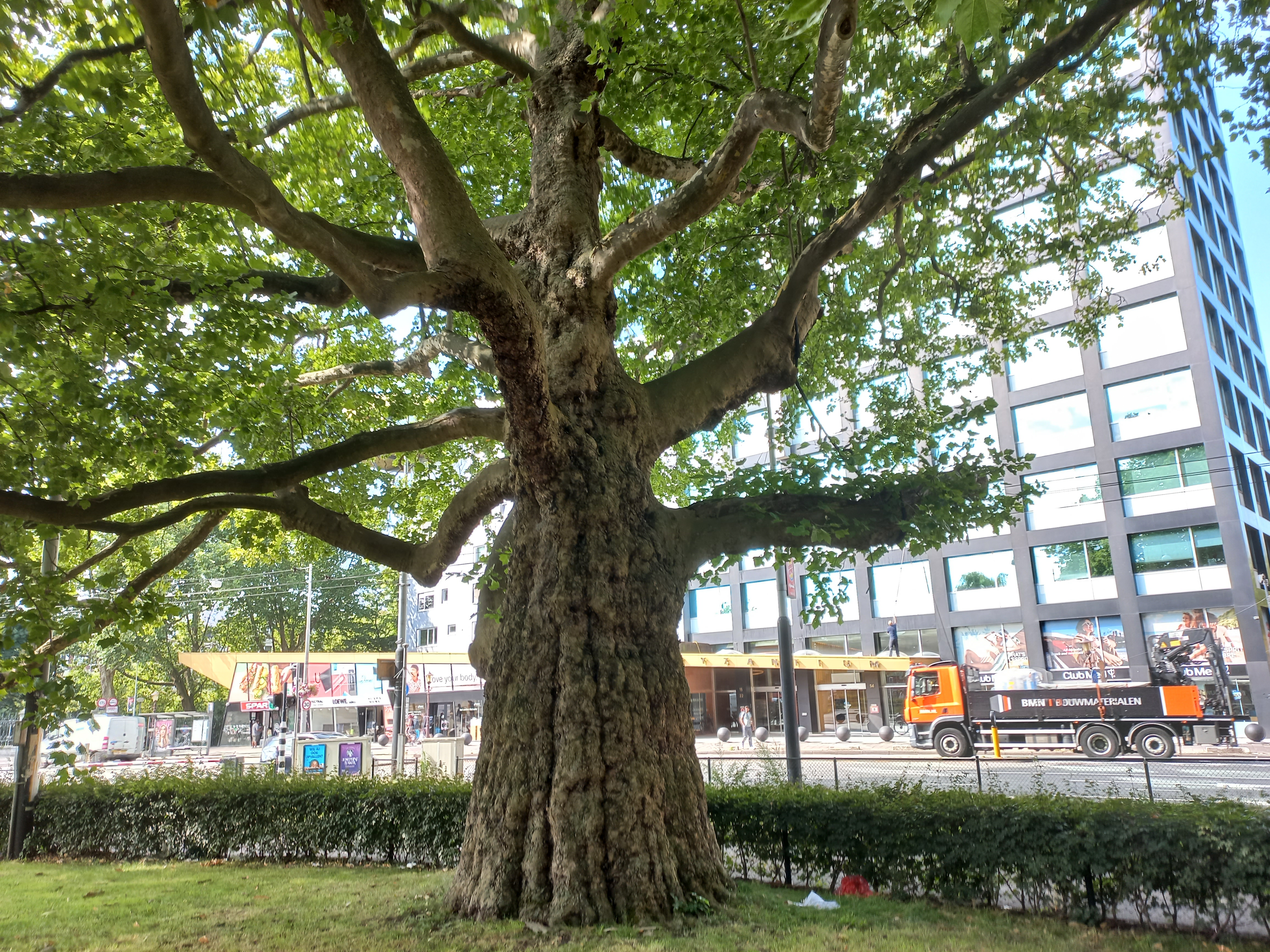
De zuidelijke plataan van de twee (juli 2025)

De dikke platanen van het Leidsebosje zijn twee gewone platanen (Platanus x hispanica), in de periode 1850-1860 geplant, in het Leidsebosje, Amsterdam-West.

## De twee platanen
Ze staan in het zuidelijk deel van het park, dat in tweeën is gesplitst door rij- en trambanen. Ze waren ten tijde van de inspecties meer dan 150 jaar oud. Ze staan bekend omdat ze de grootste stamomtrek hebben van alle platanen in de stad; er is loopje van meer dan zeven meter voor nodig om om de bomen heen te kunnen lopen. Ze reiken van 18 tot 24 meter de hemel in. Die dikke stammen zijn overigens niet sterk genoeg (meer) om alle takken zelf te dragen. Sommige takken (dikker dan de stam van menig jonge boom) worden door middel van kabels op hun plaats gehouden. Ze zijn naast oud ook een symbool van stadsuitbreiding. Toen Amsterdam naar het westen uitgroeide moest de Leidsebrug verbreed worden. Bij die aanpassing in de jaren twintig was men al bewust van de belangrijkheid van de twee platanen. In plaats van om te zagen en te verbranden, werden deze twee iets zuidelijker geplaatst. Er moesten vlonders en lieren aan te pas komen om de bomen op hun nieuwe plek te krijgen. De bomen zijn bij de gemeente geregistreerd onder 1007095 (noord) en 1014151 (zuid).
In 2024/2025 gingen er stemmen op deze monumentale bomen (geen officiële status, maar wel nummers Boomstichting, Landelijk Register van Monumentale Bomen (1686059) te benoemen tot rijksmonument. 

## Zes platanen
In het noordelijk deel staan nog eens zes exemplaren (Boomstichting 1690846), die van jongere datum zijn (1900-1910). Daarvan kreeg de dikste binnen Amsterdam veel aandacht, want in 1989 kreeg ze een kleine vandaal in de vorm van het beeldje het Boomzagertje, dat er zomaar was. De tak waarop het beeld rustte moest echter in de jaren twintig van de 21e eeuw geamputeerd worden; het beeldje verhuisde naar een andere boom.